# مائورو رادائلی
مائورو رادائلی (ایتالیایی: Mauro Radaelli؛ زادهٔ ۱ نوامبر ۱۹۶۷) دوچرخه‌سوار اهل ایتالیا است.